# Francisco Varona González
Francisco “Pancho” Varona González (Las Tunas, Oriente, Cuba, 15 de junio de 1832 - Gibara, Oriente, Cuba, 21 de agosto de 1899) fue un militar y patriota cubano del siglo XIX. Primo del también Mayor General tunero Vicente García González.

## Orígenes y primeros años
Francisco Varona González nació en la región de Las Tunas, el 15 de junio de 1832. De familia terrateniente adinerada, creció en la finca familiar llamada “Ventorrillo”.
Desde joven trabó una fuerte amistad con su primo Vicente. Varona se casó con la joven bayamesa Mercedes Tornet Villareal, el 14 de mayo de 1856, con quien tuvo un hijo, Francisco Varona Tornet, alias "Panchín".

## Conspiraciones independentistas
Varona comenzó a involucrarse en las conspiraciones independentistas en 1865, captando nuevos adeptos para la causa. Se reunía con su primo Vicente en casa de este, junto a otros jóvenes, para conspirar.
Ya en 1868, los conspiradores de todo el país se unificaron en logias masónicas. Vicente y Francisco se adhirieron a la logia “Estrella Tropical” de la importante ciudad de Bayamo.
Hacia principios de octubre de ese año, concretamente el día 4, Vicente presidió una importante reunión conspirativa en la finca “El Mijial”. En dicha reunión, los asistentes a la misma, incluyendo a Pancho Varona, decidieron unánimemente apoyar el comiienzo de la guerra de independencia.

## Guerra de los Diez Años
Finalmente, el 10 de octubre de 1868, estalló la Guerra de los Diez Años (1868-1878), primera guerra por la independencia de Cuba. Los tuneros se alzaron en armas tres días después, encabezados por Vicente García.
Varona participó también en dicho alzamiento, incorporándose el día 14 de octubre. Bajo las órdenes del Mayor General Manuel de Quesada, Varona tomó parte en la Primera toma de Las Tunas, hecho ocurrido el 16 de agosto de 1869.
Combatió durante años, bajo las órdenes de su primo, el Mayor General Vicente García González. Sin embargo, el desarrollo desordenado y caótico de la guerra, condujo a varios movimientos sediciosos dentro de las filas cubanas.
Uno de dichos movimientos fue la Sedición de Lagunas de Varona, en abril de 1875, acaudillada por Vicente García. Ya siendo Coronel y jefe de un regimiento de caballería, Varona se unió a dicha sedición.
En febrero de 1876, las tropas del Coronel Varona participaron en el asalto a Puerto Padre y el 23 de septiembre de 1876, participó en la Segunda toma de Las Tunas.
El 10 de febrero de 1878, se firmó el Pacto del Zanjón, que puso fin a la guerra sin la independencia de Cuba. Muchos oficiales cubanos y buena parte de las tropas se opusieron a dicho pacto. Entre ellos, estuvieron Francisco Varona y Vicente García, quienes se unieron, junto a sus tropas, al Mayor General Antonio Maceo en la Protesta de Baraguá (15 de marzo de 1878).

## Guerra Chiquita y Tregua Fecunda
Inconformes con el fin oneroso de la guerra, los cubanos se volvieron a alzar en 1879. Este sería el comienzo de la Guerra Chiquita (1879-1880), segunda guerra por la independencia de Cuba.
Como Vicente García, jefe indiscutido de los tuneros, no se encontraba en Cuba, las tropas de dicha región fueron acaudilladas por Pancho Varona y su hijo Francisco Varona Tornet "Panchín".
Sin embargo, dicha guerra estuvo muy pobremente organizada, resultando en la rápida derrota de los cubanos. Varios jefes cubanos fueron engañados por las autoridades coloniales, siendo apresados y deportados, luego de haber pactado la paz con el enemigo.
En 1886, el Mayor General Vicente García fue asesinado en su exilio en Venezuela, tras lo cual, muchos de sus seguidores decidieron regresar a Cuba, ya por entonces en paz. Varona volvió a su región natal y se dedicó organizar una nueva guerra de indepeendencia, esta vez encabezada por José Martí.

## Guerra Necesaria y fallecimiento
Finalmente, el 24 de febrero de 1895, estalló la Guerra Necesaria (1895-1898), tercera guerra por la independencia de Cuba. Ese mismo día, las autoridades españolas intentaron arrestar a Varona en su casa, pero no pudieron encontrarlo, pues ya se había levantado en armas y se encontraba en el campo. Al poco tiempo de comenzar la guerra, Varona fue ascendido a Mayor General del Ejército Libertador cubano.
Sin embargo, su salud se deterioró rápidamente, debido a su edad y le fue ordenado permanecer en su cuartel, ubicado en la Jurisdicción de San Luis, desde 1896 hasta el fin de la guerra en 1898. El Consejo de Gobierno cubano le proporcionó una escolta especial para dicho fin.
Una vez finalizada la guerra y derrotada España, se estableció la Primera ocupación estadounidense de Cuba (1898-1902). Sin embargo, Varona no llegaría a ver el fin de dicha ocupación, pues falleció por causas naturales en las inmediaciones de la villa de Gibara, el 21 de agosto de 1899. Tenía al morir 67 años.